# Albert-Einstein-Gymnasium (Neubrandenburg)

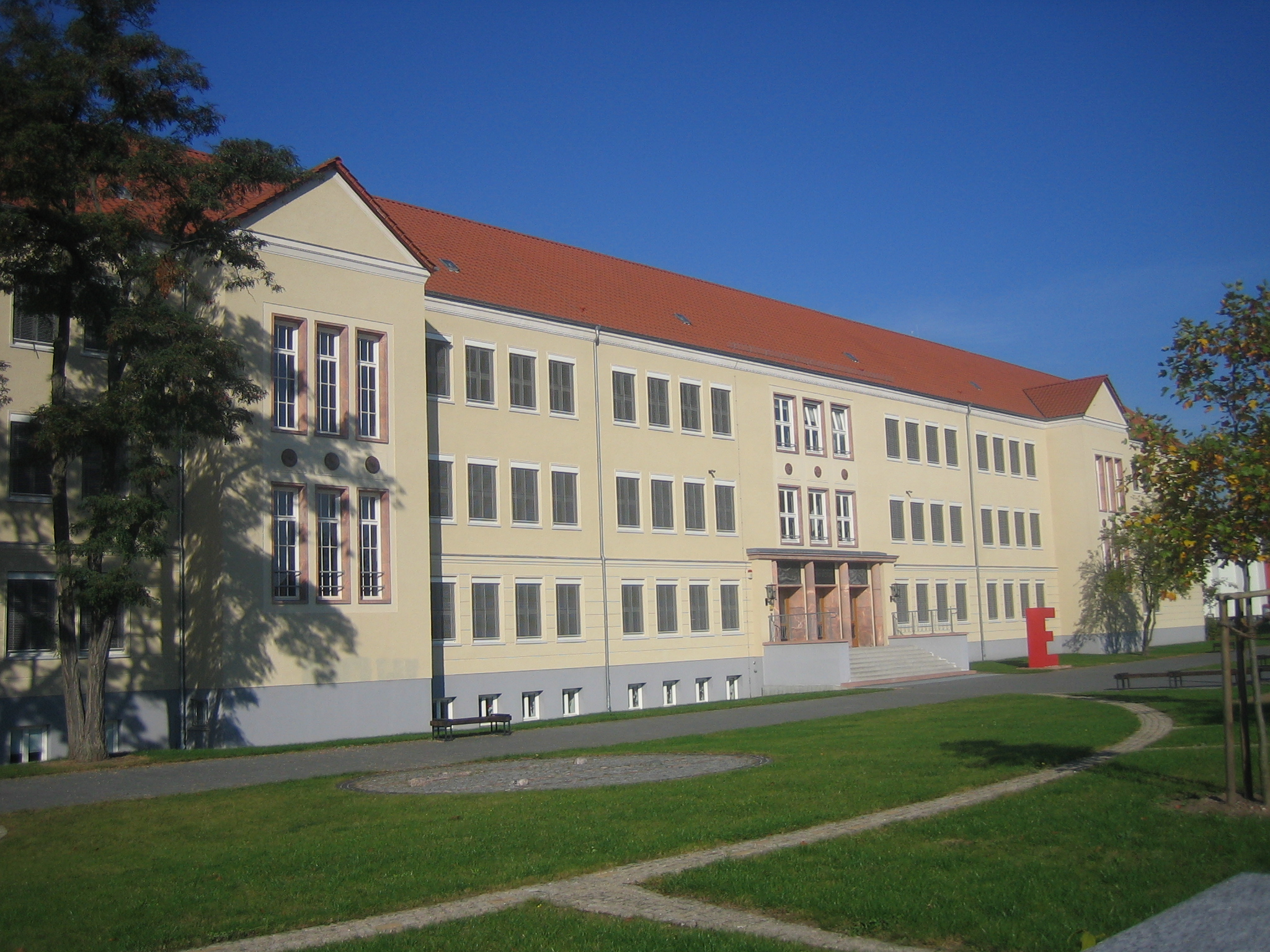
Albert-Einstein-Gymnasium

Das Albert-Einstein-Gymnasium (kurz AEG) ist ein Gymnasium in Neubrandenburg. Es entstand im Zuge der Schulzusammenlegung aus Curie-, Friedrich-Engels- und Ernst-Alban-Gymnasium. Das neu restaurierte Hauptgebäude (ehemals Curie-Gymnasium) befindet sich in der Demminer Straße.

## Pädagogisches Konzept

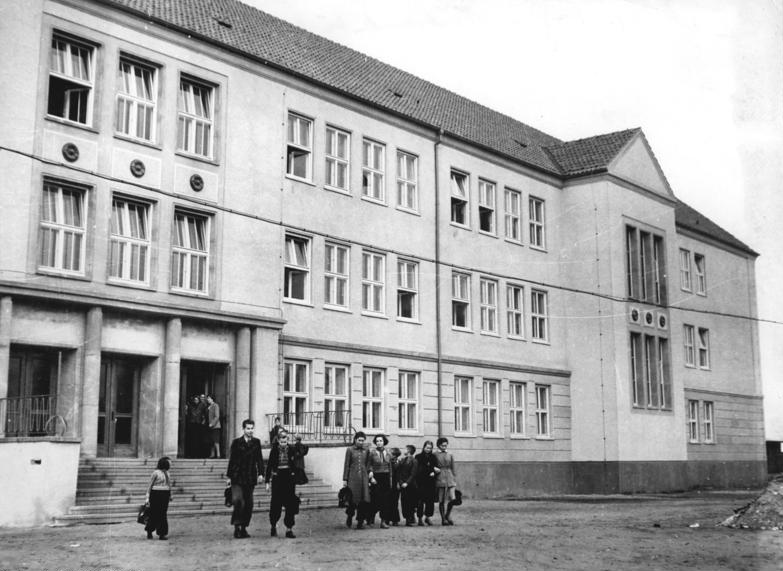
Schulgebäude nach Fertigstellung 1955

Die Schule besitzt einen allgemeinen und einen Förderzweig, in denen die Schüler entsprechend ihren Fähigkeiten und Interessen in normalen und in Leistungsklassen (für die hochbegabten Schüler) unterrichtet werden können. Neben der ersten Fremdsprache Englisch ab der 5. Klasse werden als zweite Fremdsprache Französisch und Spanisch ab Klassenstufe 7 angeboten. Als spätbeginnende Sprache ab der 10. Klasse kann Latein belegt werden. Neben den Lehrkräften sind eine Schulsozialarbeiterin und Freizeitpädagogen angestellt.

## Lage und Erreichbarkeit
Das Albert-Einstein-Gymnasium befindet sich im Neubrandenburger Vogelviertel, im Norden der Stadt. Es liegt direkt an der Demminer Straße, eine der verkehrsreichsten Straßen der Stadt. In direkter Umgebung liegen die Bushaltestellen Albert-Einstein-Gymnasium (früher: Filmeck) und Demminer Straße. Diese werden durch die Stadtbuslinien 1, 5, 9, 11 und 22 bedient. Auch überregionale Busse halten an den besagten Haltestellen. In der Nachbarschaft befinden sich zudem zahlreiche Parkmöglichkeiten, das AEG selbst bietet eine Vielzahl von teils überdachten und videoüberwachten Fahrradstellplätzen.

## Geschichte
Das Albert-Einstein-Gymnasium liegt in der Traditionslinie eines humanistischen Gymnasium, das ab 1553 als städtische Latein- und Gelehrtenschule entstanden war und über ein städtisches Gymnasium (1841), eine Oberschule für Jungen (1945), eine Erweiterte Oberschule (EOS) und das Friedrich-Engels-Gymnasium Neubrandenburg führt.

## Ausstattung
Auf dem Schulgelände befinden sich ein Sportplatz, sowie eine Großturnhalle, welche auch für außerschulische Sportwettkämpfe verwendet wird. Auf dem Dach des Hauptgebäudes befindet sich eine Anlage für erneuerbare Energien.
Das dreistöckige Schulgebäude fasst ca. 100 Räume. Es existieren Fachkabinette für die Fächer Physik, Informatik, Kunst und Chemie/Biologie. In den Flügeln des Hauses befinden sich eine Aula und eine Mensa. In der Mensa haben die Schüler die Möglichkeit, bei Sodexo zu essen.

## Engagement und Wettbewerbe
Schüler der Schule nehmen an mehreren Wettbewerben teil, unter anderem an der Mathematikolympiade, den Olympiaden in den Fächern Deutsch, Biologie und Englisch und am Geowettbewerb (von National Geographic).
Das AEG ist eine MINT-EC-Schule und bietet verschiedene Aktivitäten zu MINT-Fächern wie zum Beispiel Camps an.
Das Gymnasium ist eine Schule ohne Rassismus – Schule mit Courage. Im Januar findet alljährlich der „Einsteincup“, ein schulinternes Volleyballturnier, statt.